# 李林 (1914年)
李林（1914年—1940年11月1日），原名李朝法，曾化名李忠義，字惠卿，河北省威縣北馬莊村人。共產黨黨員，抗戰時任八路軍第129師新編9旅25團團長兼政治委員。百團大戰殉國的士官。

## 生平
1914年出生於一個地主家庭，自幼好學喜武。1929年就讀於本縣鄉村師範學校。1930年，李林加入中國共產黨，曾以教育工作為掩護，從事革命活動。1935年參加冀南農民武裝暴動。1936年1月任華北人民抗日救國軍第1師副連長兼排長。1940年，調任八路軍第129師新編9旅第25團團長兼政治委員，同年11月1日，在德石路附近進行“掃蕩”的日偽軍向駐在河北棗強縣李秦村的二十五團發動進攻，率先沖入敵陣與敵肉搏，經激烈拼殺殲敵多人，打掃戰場時，被一殘敵從背後猛刺一刀殉國。2014年9月14日，民政部公佈的第一批著名抗日英烈。

### 書籍
- . 方志出版社. 1998. ISBN 9787801223395.